# Lenin Caldeira
Lenin Albuquerque Caldeira (15 marzo 1987) è un giocatore di football americano brasiliano, che gioca come offensive tackle per i Recife Mariners.

## Palmarès
- 1 Sulamericano (2023)
- 3 Brasil Bowl (João Pessoa Espectros, 2015, 2019; Recife Mariners, 2024)
- 10 Nordeste Bowl (João Pessoa Espectros, 2011, 2012, 2013, 2014, 2015, 2016, 2019, 2022; Recife Mariners, 2023, 2024)